# Gospodarka w Praktyce i Teorii
Gospodarka w Praktyce i Teorii – czasopismo naukowe Wydziału Ekonomiczno-Socjologicznego Uniwersytetu Łódzkiego, wydawane w latach 1997−2018 przez Wydawnictwo Uniwersytetu Łódzkiego.

## O czasopiśmie
Czasopismo ukazywało się od 1997 roku. Zostało stworzone w Instytucie Ekonomii Uniwersytetu Łódzkiego z myślą o popularyzacji osiągnięć naukowych z dziedziny ekonomii, a w szczególności w celu demonstrowania związków teorii z praktyką gospodarczą.
Artykuły były recenzowane zgodnie z modelem double-blind review. Wszystkie artykuły dostępne są w Otwartym Dostępie (Open Access) na licencji CC BY-NC-ND.
Czasopismo znajduje się w wykazie czasopism naukowych prowadzonym przez Ministra Edukacji i Nauki z przyznaną liczbą 20 punktów.

## Rada Naukowa
- prof. Ewa Bojar (Politechnika Lubelska)
- prof. Stanisław Czaja (Uniwersytet Ekonomiczny we Wrocławiu)
- prof. Hans Diefenbacher (Forschungsstätte der Evangelischen Studiengemeinschaft, Heidelberg,  Niemcy)
- prof. Grażyna Gierszewska (Politechnika Warszawska)
- prof. Anna Krajewska (Uniwersytet Łódzki)
- prof. Walentyna Kwiatkowska (Uniwersytet Łódzki)
- dr Sandeep Pachpande (ASM Group of Institute’s Pune Indie)
- prof. Sayalee s. Gankar (MIT School of Management Pune Indie)
- prof. Erico Ernesto Wulf (Betancourt University of La Serena Chile)
- prof. Anna Ząbkowicz (Uniwersytet Jagielloński)

## Zespół redakcyjny
- dr hab. Małgorzata Burchard-Dziubińska, red. naczelna
- dr Iwona Świeczewska, red. statystyczny

### Redaktorzy tematyczni
- dr hab. Małgorzata Burchard-Dziubińska – zrównoważony rozwój
- dr Dorota Kobus-Ostrowska – ekonomia społeczna
- dr Piotr Krajewski – polityka fiskalna
- dr Leszek Kucharski – makroekonomia i polityka rynku pracy
- dr Tomasz Legiędź – ekonomia rozwoju
- dr Aleksandra Majchrowska – rynek pieniężny i polityka monetarna
- dr hab. Piotr Urbanek – mikroekonomia i przedsiębiorczość

## Bazy
- BazEkon
- CEJSH
- ERIH PLUS
- ProQuest